# 피보험이익
손해보험은 보험사고의 발생으로 입은 손해를 보상할 것을 목적으로 하는 보험이므로 그의 전제요건으로 손해를 입을 만한 이익이 존재하여야 한다. 이 이익을 피보험이익이라고 하고 상법은 이것을 보험계약의 목적이라 한다(668조, 669조). 즉 그것은 법률상 또는 경제상 객관적인 가치가 있는 것, 즉 금전으로 산정할 수 있는 이익만을 의미한다. 손해보험에 있어서는 '피보험이익 없이 보험 없다'고 할 만큼 이것은 계약의 불가결한 요소이나 생명보험에 있어서는 보험의 목적이 사람의 생명·신체이므로 이러한 피보험이익은 인정되지 아니한다.
- 피보험 이익 : 보험사고의 발생으로 인해 가입자가 받게 되는, 금전적 가치로 환산할 수 있는 이익

### 보험가액
보험계약의 목적, 즉 피보험이익의 가액(價額)을 보험가액이라 한다. 손해보험은 피보험이익에 대하여 적극적으로 이득(利得)을 주자는 것이 아니므로 피보험이익의 가액, 즉 보험가액은 보험자가 지급하게 될 최대한도가 된다. 이에 대하여 보험금액은 보험자가 인수하는 책임의 최고한도액으로 약정하는 것이므로 보험가액의 범위 내에서 결정된다. 보험가액과 보험금액의 관계로부터 초과보험과 일부보험의 구별이 생긴다. 또 보험가액의 결정은 평가하는 때와 곳에 따라 변동하므로 보험계약 당사자간에 협정하는 일이 많은바, 이런 보험가액을 협정보험가액(協定保險價額)이라 하고 이 경우의 계약을 기평가보험계약(旣評價保險契約)이라고 한다(670조 참조). 이에 반하여 보함계약 당시 보험가액을 결정하지 아니한 때 이것을 미평가보험(未評價保險)이라고 한다(671조 참조).

### 초과보험
보험금액이 보험가액을 초과하는 경우의 보험을 초과보험이라 한다. 보험금액은 보험가액의 한도(限度) 내에서 결정되어야 하나 당사자가 임의로 결정하기 때문에 실제의 보험가액보다도 과대평가하여 보험금액이 결정되거나 물가의 변동으로 보험가액 자체가 하락하는 때에 초과보험이 발생한다. 초과보험의 경우에는 보험이 도박에 이용될 염려가 있고 또는 피보험자가 고의로 보험사고를 초치(招致)할 염려가 있기 때문에 상법은 보험계약자의 사기로 인하여 현저한 초과보험이 계약된 때에는 그 계약을 무효로 하고 있다. 그러나 보험자는 그 사실을 안 때까지의 보험료를 청구할 수 있다(669조).